# Долгоруков, Сергей Григорьевич
Князь Сергей Григорьевич Долгоруков (до 1697 — 8 (19) ноября 1739) — один из выдающихся русских дипломатов XVIII века, тайный советник, камергер.
Сын дипломата, ближайшего сподвижника Петра I, Г. Ф. Долгорукова. Братья: князья Алексей, Иван, Александр; сестра княжна Александра — жена Василия Фёдоровича Салтыкова, брата царицы Прасковьи Фёдоровны.

## Биография
Молодость провёл при посольствах в Париже, Вене и Лондоне и при отце своём в Польше, вернулся в Россию (1720). Посланник в Варшаве (1721—1725). Камергер, тайный советник назначен а Польшу полномочным послом (1728—1729).
После смерти императора Петра II (19 января 1730), принял участие в составлении подложного духовного завещания императора и даже собственноручно переписал его заново.
Манифестом (14 апреля 1730) был лишён всех чинов и орденов, выслан с женой и детьми на безвыездное житьё в дальние деревни. Сослан в Раненбург (Рязанской губернии) под строгий присмотр, а имения его (кроме одного — села Замотрино) конфискованы (12 июня 1730).
Благодаря заступничеству его тестя П. П. Шафирова, участь Долгорукова была облегчена и ему дозволено жить в одной из его деревень (1735). Удалось добиться полного помилования, возвращено звание камергера (30 июня 1738), и он даже был назначен послом в Лондон. Но не успел Долгоруков выехать из Петербурга, как возобновилось дело о Долгоруковых (1739). Князь Сергей Григорьевич, как составитель подложного завещания от имени Петра II, был арестован и отправлен в Шлиссельбург, подвергнут допросу и казнён в Новгороде отсечением головы (8 (19) ноября 1739). Погребён в Богоявленском монастыре.

## Семья
Жена: Мария Петровна урождённая баронесса Марфа Шафирова (1697—1762), дочь вице-канцлера Петра Павловича Шафирова. Ей разрешено продать несколько поместий детей, для оплаты долгов мужа (1731). Погребена в Богоявленском монастыре, рядом с мужем.
Дети:
- князь Николай Сергеевич Долгоруков (ум. 1784) — сослан с отцом в дальнюю деревню, а потом в Раненбург (1730), обер-провиантмейстер (1746), секунд-майор (1756), похоронен в Донском монастыре.
- княжна Екатерина Сергеевна Долгорукова (1722—1781) — имела двор в Москве на Мясницкой улице, второй двор на Немецкой улице продала своему брату Григорию (1770), погребена в Ново-Иерусалимском Воскресенском монастыре.
- князь Пётр Сергеевич Долгоруков (1726—1769) — последовал за отцом в ссылку сначала в дальнюю деревню, потом в Раненбург (1730), гвардии капрал (1746), капрал лейб-гвардии Семёновского полка (1755), поручик Тамбовского пехотного полка (1756), ранен при приступе Хотина (1769).
- князь Григорий Сергеевич Долгоруков (1729—1778) — солдат (1746), подпоручик Преображенского полка (1756), гвардии-капитан (1778), погребён в Донском монастыре.
- князь Василий Сергеевич Долгоруков — поручик (1746), капитан (1753), секунд-майор Нотенбургского пехотного полка (1756), премьер-майор (1779), умер бригадиром (ум. 1803).
- княжна Анна Сергеевна Долгорукова — жена (с 1746) князя Алексея Сергеевича Голицына (1713—1765).
- княжна Анастасия Сергеевна Долгорукова (1731—1787) — жена князя Павла Николаевича Щербатова, погребена в Донском монастыре.
- княжна Мария Сергеевна Долгорукова (ум. 1786) — жена (с 1751) действительного тайного советника, князя Ивана Андреевича Вяземского, погребена в монастыре Святого Николая на Песношне в Клинском уезде.

## Критика
В Российской родословной книге П. В. Долгорукова дочери князя Сергея Григорьевича, спутаны с дочерьми князя Сергея Павловича. При деле жены князя Сергея Григорьевича — княгини Марии Петровны, имелась родословная таблица в которой, по видимому, показаны все дети князя Сергея Григорьевича и приведённые выше, за исключением княжны Анны — жены А. С. Голицына, но не имея данных опровергнуть П. В. Долгорукова, она остаётся в числе дочерей князя Сергея Григорьевича. Княжны: Мария, Настасья и Екатерина у П. В. Долгорукова показаны детьми князя Сергея Павловича, что ошибочно и подтверждаются дочерьми князя Сергея Григорьевича — купчей (1756).